# Placówka Straży Celnej „Mały Kack”

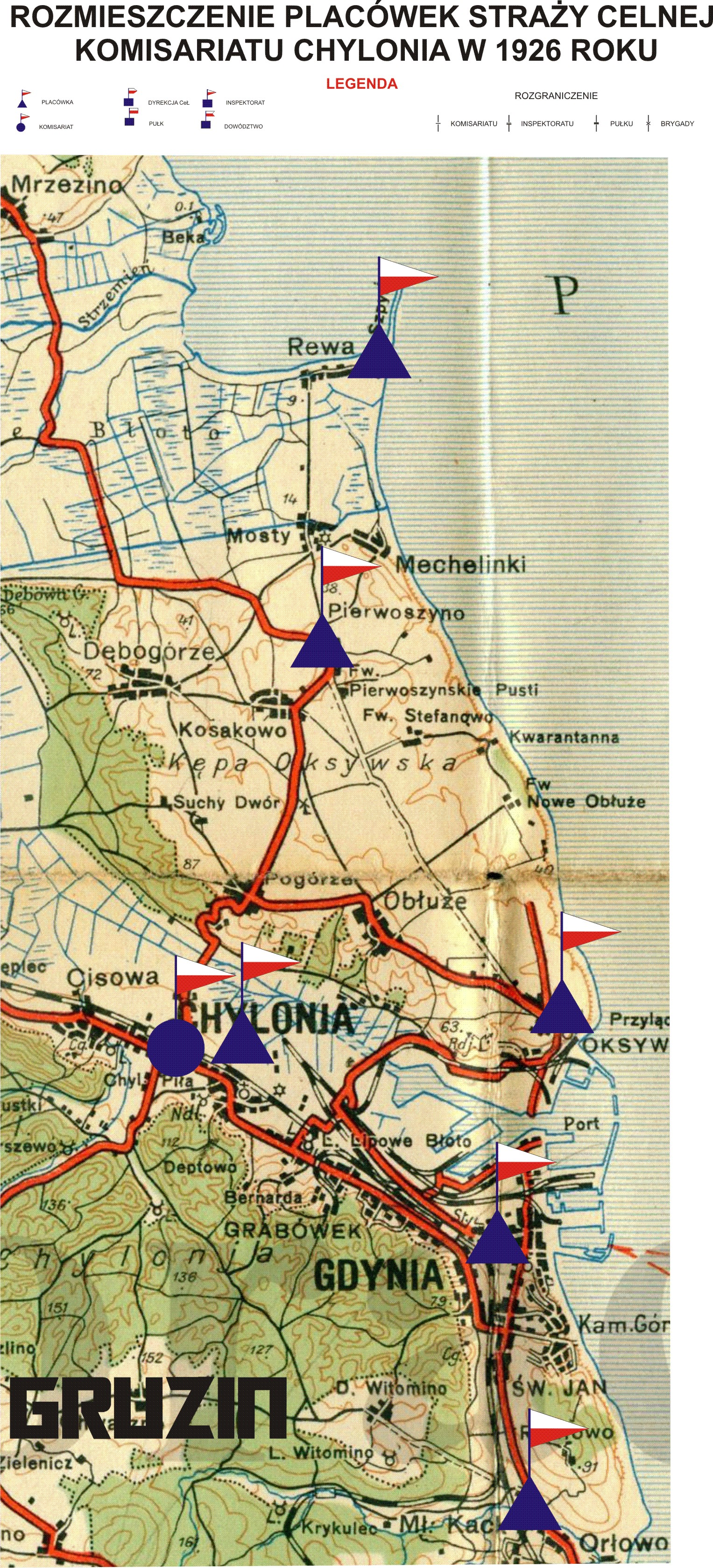
Komisariat Chylonia

Placówka Straży Celnej „Mały Kack” – jednostka organizacyjna Straży Celnej pełniąca w okresie międzywojennym służbę ochronną na granicy państwowej.

## Formowanie i zmiany organizacyjne
Na wniosek Ministerstwa Skarbu, uchwałą z 10 marca 1920 roku, powołano do życia Straż Celną. Od połowy 1921 roku jednostki Straży Celnej rozpoczęły przejmowanie odcinków granicy od pododdziałów Batalionów Celnych. Proces tworzenia Straży Celnej trwał do końca 1922 roku. Placówka Straży Celnej „Mały Kack” weszła w podporządkowanie komisariatu Straży Celnej „Chylonia” z Inspektoratu SC „Wejherowo”.
W drugiej połowie 1927 roku przystąpiono do gruntownej reorganizacji Straży Celnej. W praktyce skutkowało to rozwiązaniem tej formacji granicznej. Ochronę północnej, zachodniej i południowej granicy państwa przejęła powołana z dniem 2 kwietnia 1928 roku Straż Graniczna. W strukturach nowo powstałej formacji nie odtworzono placówki „Mały Kack”.

## Służba graniczna
Sąsiednie placówki
- placówka Straży Celnej „Walichnowy” ⇔ placówka Straży Celnej „Chylonia” – 1926[8]

## Funkcjonariusze placówki
Kierownicy placówki
| stopień          | imię i nazwisko, numer   | okres pełnienia służby | kolejne stanowisko |
| ---------------- | ------------------------ | ---------------------- | ------------------ |
| starszy strażnik | Józef Michałowski (1130) | był w 1926             |                    |

Obsada personalna placówki w 1926:
- starszy strażnik Franciszek Kaczmarek (607)
- strażnik Ignacy Kubiak (1877)
- strażnik Augustyn Mechliński (2980)
- strażnik Ludwik Wolkiewicz (3235)